# HP Inc.
HP Inc. és una empresa multinacional americana de tecnologia de la informació amb seu a Palo Alto, Califòrnia, que desenvolupa ordinadors personals (PC), impressores i subministraments relacionats, així com serveis d'impressió 3D. És el segon proveïdor d'ordinadors personals més gran del món per vendes unitàries després de Lenovo i per davant de Dell a partir del 2024.
HP Inc. va ser fundada el 2015 com una escissió de la Hewlett-Packard Company original després que les divisions de productes empresarials i serveis empresarials de la companyia es dividissin en una nova empresa que cotitza en borsa, Hewlett Packard Enterprise. HP Inc. va conservar les divisions d'ordinadors personals i serveis d'impressora del seu predecessor, servint com a successora legal de l'empresa original que es va fundar el 1939. HP cotitza a la Borsa de Nova York i forma part de l'índex S&P 500. A la llista Fortune 500 del 2023, HP ocupa la 63a posició entre les corporacions més grans dels Estats Units per ingressos totals.

## Història

### Com a Hewlett-Packard
Hewlett-Packard va ser fundada el 1939 per Bill Hewlett i David Packard, que es van graduar amb enginyeria elèctrica a la Universitat de Stanford el 1935. L'empresa va començar al garatge HP de Palo Alto, Califòrnia.
El març de 2015, HP va anunciar que Bang & Olufsen es convertiria en el nou soci d'àudio premium de l'empresa per als seus ordinadors i altres dispositius. Això va substituir la col·laboració amb Beats Electronics que va acabar en ser adquirida per Apple Inc. el 2014.
L'1 de novembre de 2015, Hewlett-Packard es va dividir en dues empreses. Els seus negocis d'ordinadors personals i impressores es van convertir en HP Inc., mentre que el seu negoci empresarial es va convertir en Hewlett Packard Enterprise. La divisió es va estructurar de manera que Hewlett-Packard va canviar el seu nom a HP Inc. i va escindir Hewlett Packard Enterprise com una nova empresa que cotitza en borsa. HP Inc. conserva l'historial de preus de les accions de Hewlett-Packard anterior al 2015 i el seu antic símbol de cotització borsària, HPQ, mentre que Hewlett Packard Enterprise cotitza amb el seu propi símbol, HPE.

### Com a HP Inc.
El maig de 2016, HP va introduir una nova submarca de jocs per a PC coneguda com a Omen (reutilitzant marques comercials associades amb VoodooPC), que inclou ordinadors portàtils i d'escriptori per a jocs (aquests últims oferien opcions com ara refrigeració per aigua de la CPU i gràfics GTX 1080 d'Nvidia, i es promocionaven com a preparats per a la realitat virtual), i altres accessoris (com ara monitors) dissenyats per satisfer el mercat. Entre maig i agost d'aquell any, es van vendre certs actius a OpenText, inclosos TeamSite i Exstream.
El novembre de 2017, HP va adquirir la divisió d'impressores de Samsung Electronics per 1.050 milions de dòlars.
El febrer de 2021, HP va anunciar l'adquisició de la divisió de jocs HyperX de Kingston per 425 milions de dòlars. L'acord només inclou perifèrics d'ordinador amb la marca HyperX, no memòria ni emmagatzematge. La venda es va completar el juny de 2021.
El febrer de 2022, HP va anunciar que havia adquirit l'empresa de desenvolupament d'envasos amb seu a Edimburg, Choose Packaging, en un esforç per enfortir les seves capacitats en el sector dels envasos sostenibles.
El març de 2022, HP va anunciar l'adquisició del proveïdor de programari i maquinari de comunicacions amb seu a Califòrnia , Poly Inc., en una transacció totalment en efectiu. HP va dir que l'import en efectiu acordat era de 40 dòlars per acció, cosa que implicava un valor empresarial total de 3.300 milions de dòlars, inclosos els deutes nets de Poly.
El maig de 2024, HP va anunciar les seves intencions de reestructurar la seva línia de PC de consum com a preparació per a la propera generació d'ordinadors amb intel·ligència artificial, afirmant que la majoria dels seus models de PC (excepte l'Omen) adoptarien una nova nomenclatura de marca sota la nova marca Omni, que consistia en els models OmniBook (un renaixement d'una marca antiga que va desaparèixer el 2002 després d'adquirir Compaq aquell any), OmniStudio i OmniDesk. La nova marca d'ordinadors Omni presentava maquinari i programari basats en IA, i actualment coexisteix amb altres productes existents de HP que no són d'IA A 2025 , algunes de les quals encara s'ofereixen avui dia.

### Intent de fusió amb Xerox
El 5 de novembre de 2019, The Wall Street Journal va informar que l'empresa d'impressió i documents digitals Xerox estava considerant adquirir HP.  L'empresa va rebutjar per unanimitat dues ofertes no sol·licitades, inclosa una oferta en efectiu i accions a 22 dòlars per acció. HP va declarar que hi havia "incertesa sobre la capacitat de Xerox per recaptar la part en efectiu de la contraprestació proposada" (sobretot tenint en compte que Xerox és una empresa més petita en termes de capitalització borsària que HP), i va assenyalar l'agressivitat de l'empresa. El 26 de novembre de 2019, Xerox va emetre una carta pública defensant les acusacions de HP que la seva oferta era "incerta" i "altament condicional", i va declarar la seva intenció de "contactar directament amb els accionistes de HP per sol·licitar el seu suport per instar la Junta de HP a fer el correcte i aprofitar aquesta oportunitat convincent".
El 31 de març de 2020, Xerox va rescindir la seva oferta per comprar HP Inc, al·legant que "l'actual crisi sanitària mundial i la resultant turbulència macroeconòmica i de mercat" havien "creat un entorn que no és propici perquè Xerox continuï perseguint una adquisició de HP Inc."

## Productes i operacions

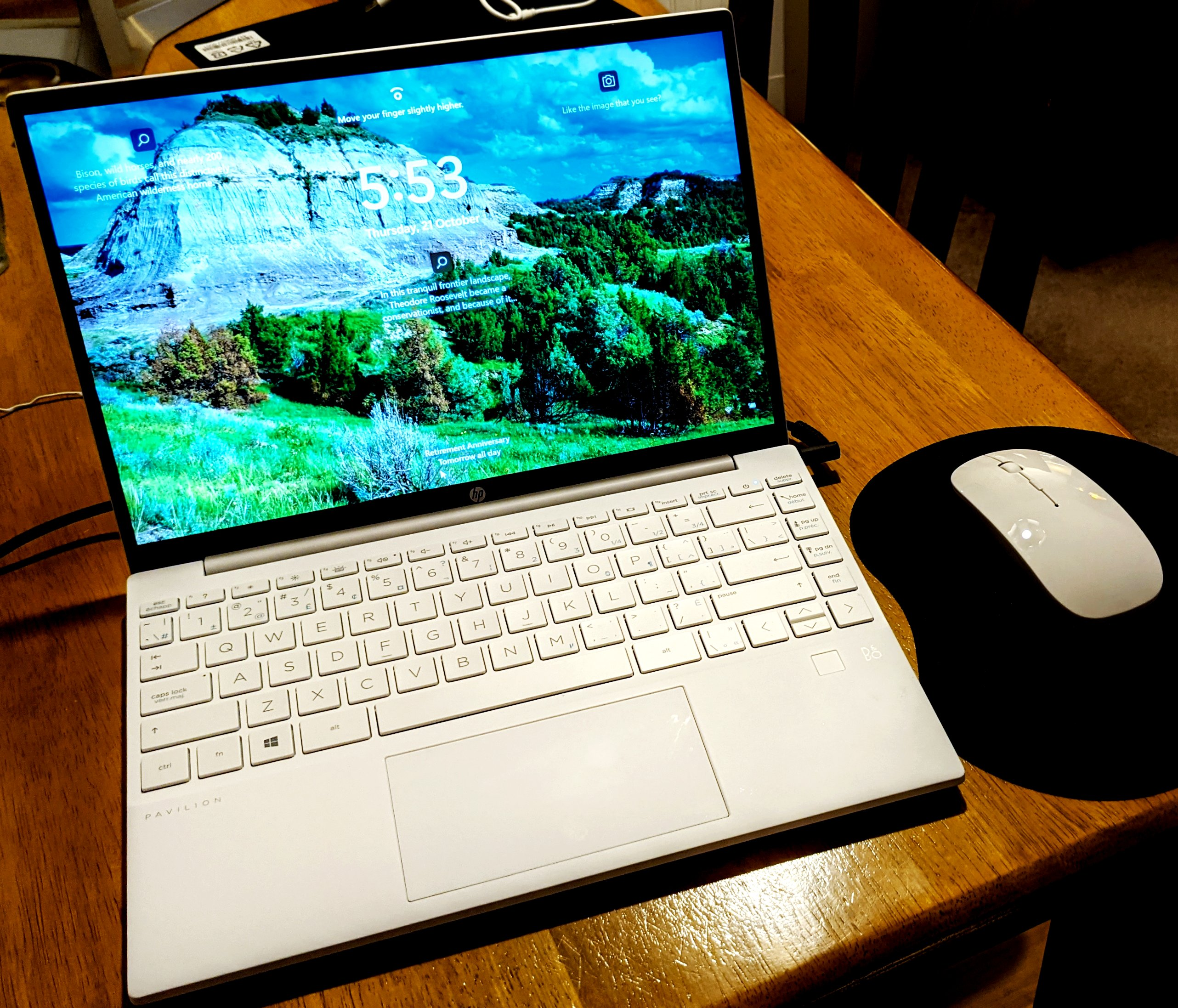
Ordinador portàtil HP Pavilion Aero 13 de HP (2021)

HP desenvolupa ordinadors personals (PC; portàtils i ordinadors de sobretaula tant per a consumidors com per a empreses), impressores, escàners, monitors, accessoris, estacions de treball, servidors i programari i serveis relacionats, com ara la impressió 3D.   
Els seus PC de consum a 2024  inclouen la línia Essential i Pavilion (consumidor), Envy i Spectre (gamma alta i prosumer) i Omen (jocs), així com PC de consum amb intel·ligència artificial comercialitzats sota la marca Omni com ara OmniBook, OmniDesk i OmniStudio. Els ordinadors empresarials de HP es comercialitzen sota els prefixos "Pro " i " Elite". En l'espai professional, HP comercialitza la sèrie HP Z d'estacions de treball d'escriptori i el seu equivalent mòbil, HP ZBook.

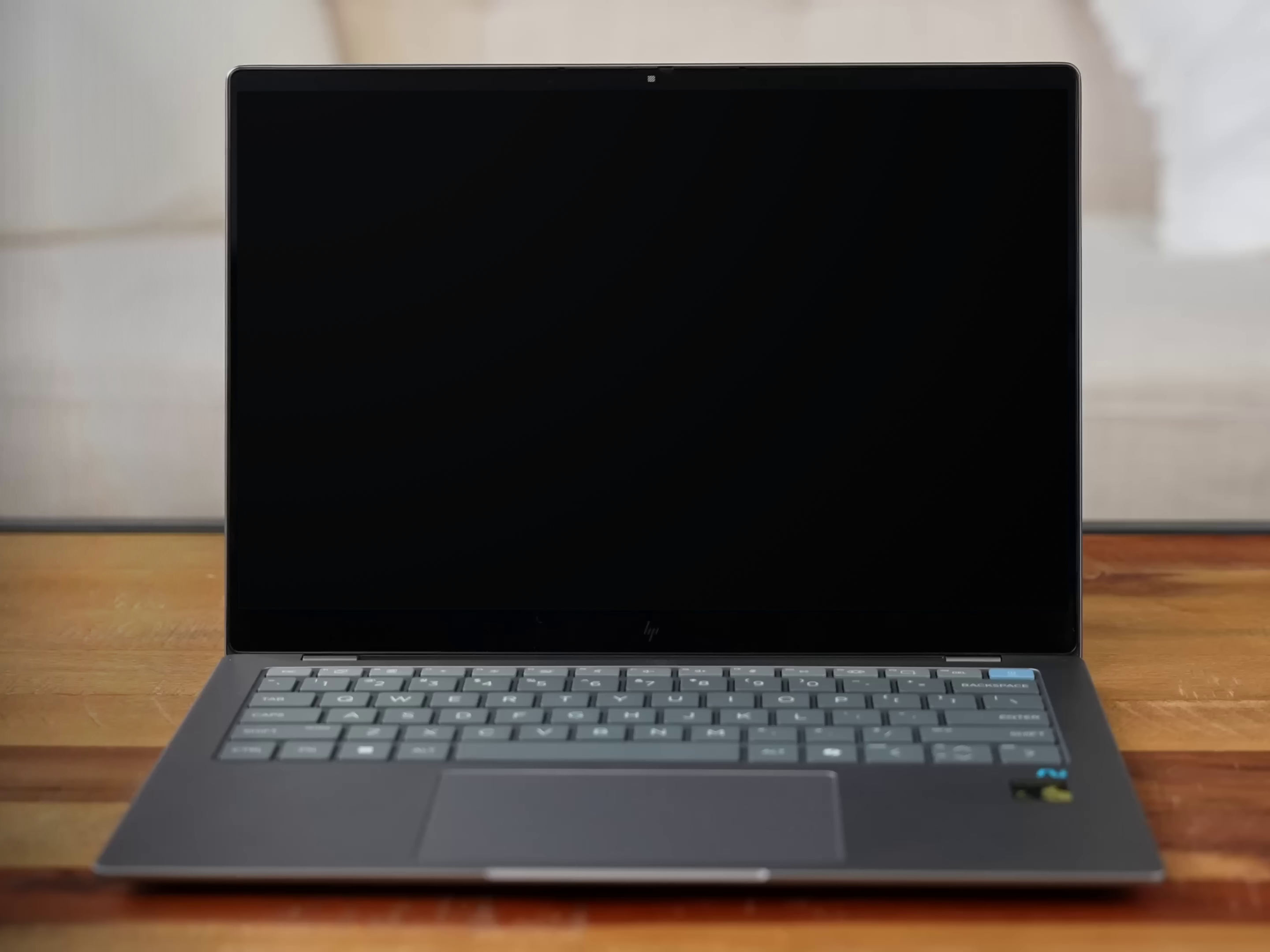
Portàtil HP OmniBook X AI (2024)

També fabrica les impressores de les sèries DeskJet, OfficeJet, LaserJet i Envy.

## Història del logotip

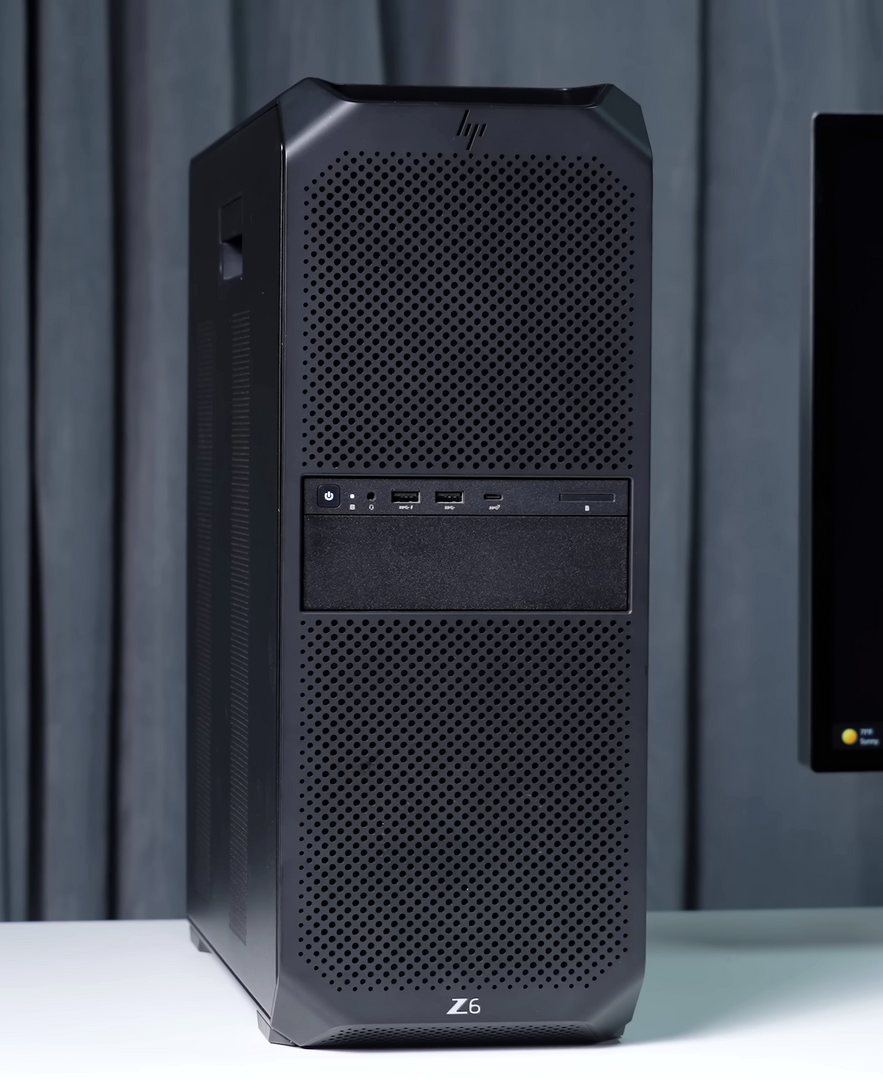
Estació de treball d'alta gamma HP Z6 (2023)

1954–1964
1964–1981
1979–2008
1999–2012
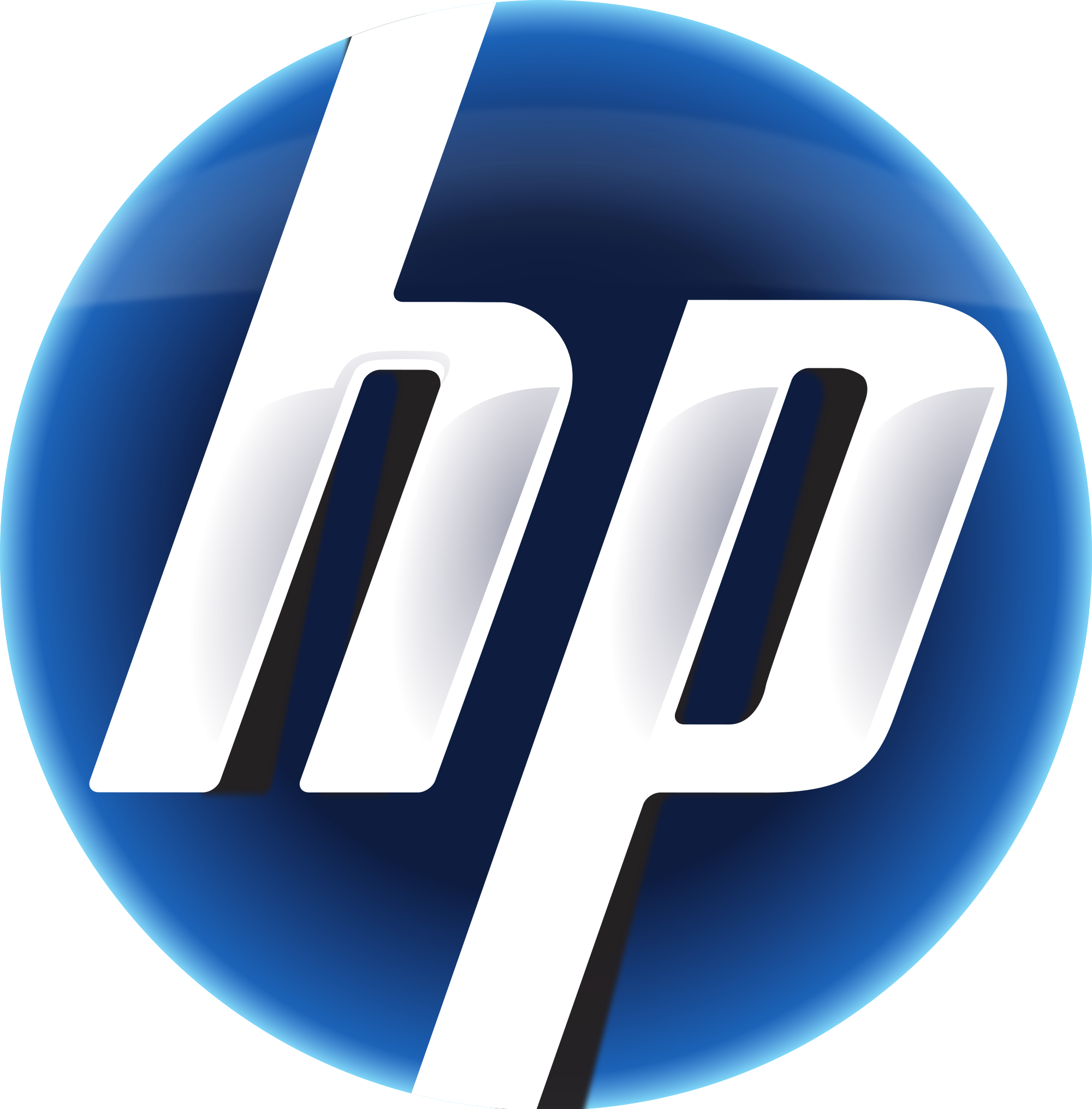
2000–2008
2008–2014
2012–2015

2015–2025
2025–present
2016–present (logotip alternatiu utilitzat en alguns ordinadors)

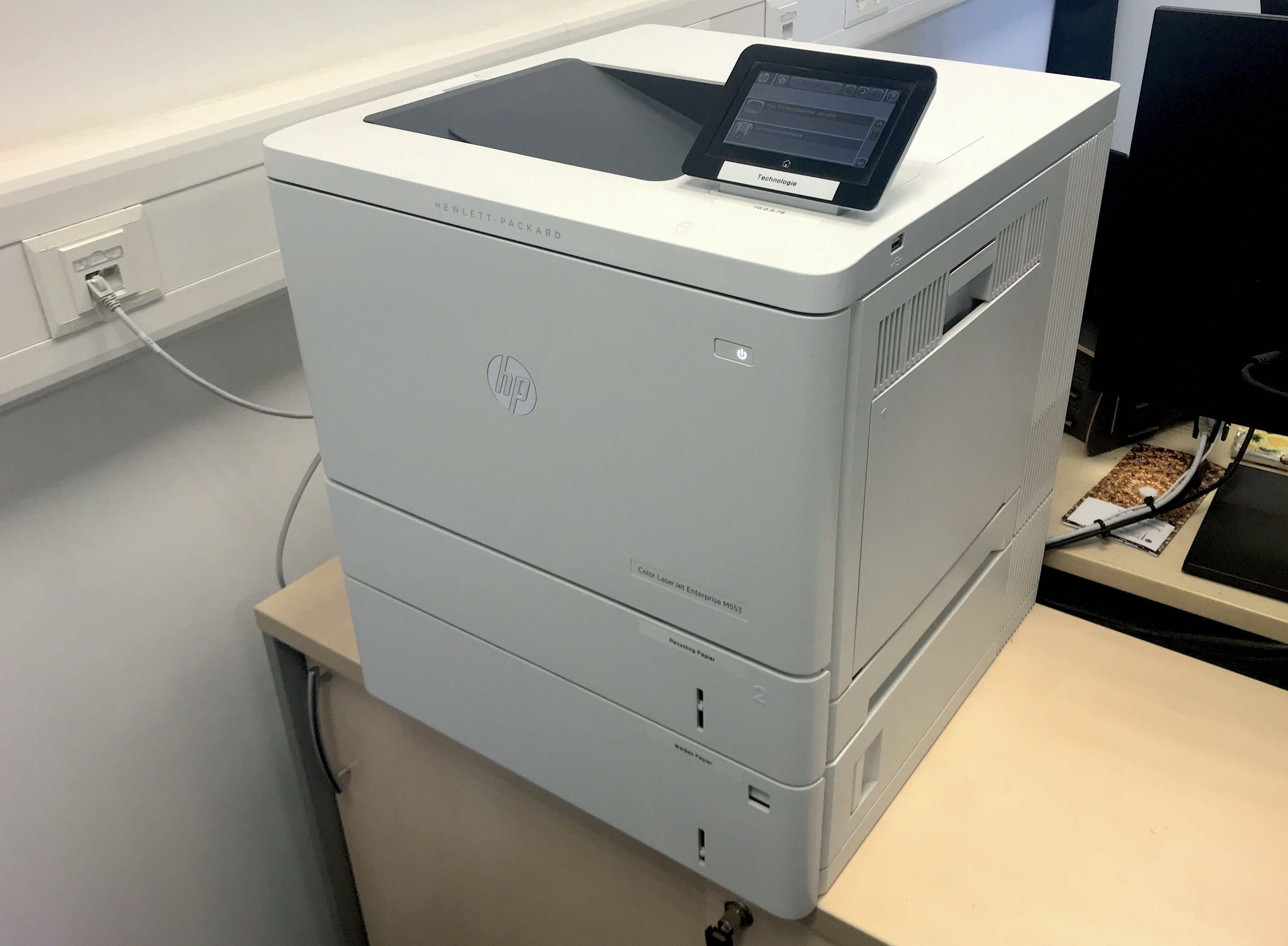
Una impressora en color HP LaserJet Enterprise